# Masala chai
Masala chai  (em hindi:  मसाला चाय, masālā chī; urdu: چاۓ, "chá com especiarias") é uma bebida do subcontinente indiano feita a partir da produção de chá com uma mistura de especiarias e ervas aromáticas indianas. Sozinho, chai significa apenas chá em boa parte do mundo, mas no hemisfério ocidental, principalmente para os falantes do inglês, "chai" é frequentemente usado no lugar de "masala chai".

## Terminologia

### Chai puro
Chai (Hindi: चाय, Urdu: چاۓ) é simplesmente a palavra para "chá" na maior parte do Sul da Ásia e muitas outras partes do mundo.
Embora o café seja uma bebida mais popular em partes do sul da Índia, o chai é muito comum em todo o sul da Ásia, onde vendedores de rua conhecidos como "chai wallahs" (algumas vezes transcrito como "chaiwalas") são muito comuns. Chai é também muito popular num certo tipo de restaurante do sul da Ásia conhecido como Irani cafés ou chai Khanas.
O processo tradicional de produção de chai ativamente ferve as folhas de chá. O chai preparado desta maneira possui uma concentração de cafeína comparável ao café, já que a fervura prolongada gera uma bebida mais robusta do que o método comum de produção de chá deixando-se as folhas de chá em água quente (sem fervura).

### Chá com especiarias
Para muitos anglófonos fora destas regiões, o termo "chai" é sinônimo de masala chai, como descrito abaixo. O termo tautológico chá chai é algumas vezes usado para indicar chá com especiarias e leite como distinto de outros tipos de chá. Inúmeras cafeterias usam o termo chai latte para indicar que o leite fervido do caffè latte normal está recebendo o sabor de chá com especiarias concentrado ao invés do expresso. Algumas cafeterias denominam esta mistura chá chai latte.

## Masala chai tradicional

### História
Plantas de chá tem crescido na região de Assam desde a antiguidade, mas historicamente, os habitantes do sul da Ásia viam o chá como um remédio herbal mais do que uma bebida recreativa. Algumas das misturas de especiarias usadas no chai masala atualmente tem origem nos textos da medicina ayurvédica.
Na década de 1830, a Companhia das Índias Orientais inglesa tornou-se preocupada com o monopólio chinês do chá, que constituía a maior parte do seu comércio e dava suporte ao enorme consumo de chá na Grã-Bretanha, aproximadamente uma libra (por peso) por pessoa por ano. Colonizadores britânicos haviam recentemente notado a existência de plantas de chá assamesas, e passaram então a cultivar plantações de chá in loco. Mais de 90% do chá consumido na Grã-Bretanha ainda era de origem chinesa em 1870, mas em 1900, esta porcentagem havia caído para 10%, em grande parte substituído pelo chá crescido na Índia (50%) e Ceilão (33%).
Entretanto, o consumo do chá dentro da Índia permaneceu pequeno até que uma campanha promocional agressiva pela companhia inglesa Indian Tea Association no início do século XX, que encorajava fábricas, minas e moinhos têxteis a fornecer intervalos para tomar chá para seus trabalhadores. Ela também deu suporte a diversos chai wallahs independentes ao redor do sistema ferroviário crescente.
A promoção oficial do chá era como servido à moda inglesa, com pequenas quantidades de leite e açúcar. A Indian Tea Association inicialmente não aprovava a tendência dos vendedores independentes de adicionar especiarias e aumentar grandemente as proporções de leite e açúcar, assim reduzindo seu uso (e portanto a compra) de folhas de chá por volume líquido. Entretanto, masala chai na sua forma atual estabeleceu-se firmemente como uma bebida popular, não apenas sobrevivendo ao Raj Britânico mas espalhando-se além do sul da Ásia para o resto do mundo.

### Preparação
O método tradicinal mais simples de preparação do masala chai é o de ferver uma mistura de leite e água com folhas soltas de chá, adoçantes e especiarias não moídas. Mercados indianos ao redor do mundo vendem diversas marcas de "chai masala," (Hindi चाय मसाला [chāy masālā], "chá com especiarias") para este propósito, embora muitas pessoas preparem a sua própria mistura. O chá sólido e os resíduos das especiarias são coados antes de servir-se o chá.
O método pode variar conforme o gosto ou costume local: por exemplo, alguns combinam todos os ingredientes logo de início, esperam levantar fervura e então imediatamente coam e servem; outros deixam a mistura ferver por mais tempo, ou começam fervendo as folhas de chá e só adicionam as especiarias no final (ou vice-versa).

### Ingredientes

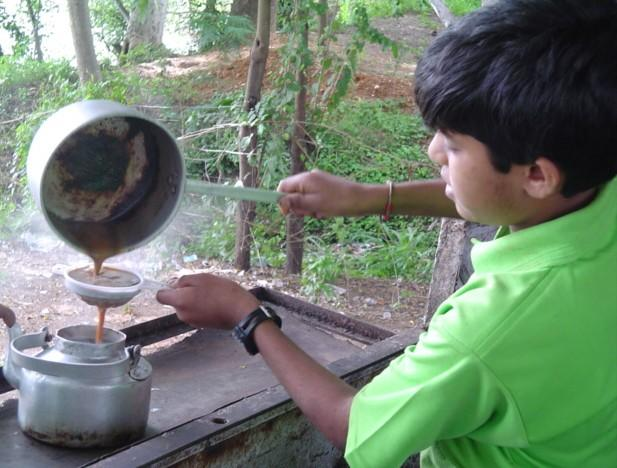
Um garoto em Mysore, Índia preparando masala chai

Não há uma receita ou método de preparação fixo para o masala chai e muitas famílias possuem suas próprias versões do chá. As folhas de chá (ou pó de chá) são mantidas na água quente por tempo suficiente para extrair um sabor intenso, idealmente sem liberar os taninos amargos. Devido às inúmeras variações possíveis, o masala chai pode ser considerado como uma classe de chá ao invés de um tipo específico de chá. Entretanto, todos os masala chai possuem os seguintes quatro componentes básicos:

#### Chá
O chá base é usualmente um chá preto forte tal qual o Assam, de forma que as especiarias e os adoçantes não escondam seu sabor. Entretanto, uma grande variedade de chás são usados para fazer o chai. A maior parte dos chai na Índia é produzido com chá preto forte, mas o chai da região do Kashmir é feito com chá pólvora.

#### Adoçante
Açúcar branco puro é suficiente, embora gostos individuais possam favorecer as notas caramelizadas do Demarara, outros açúcares marrons, açúcar de palma ou de coco, ou a mais leve e complexa acidez do mel. Jaggery também é usado como um adoçante, principalmente em partes rurais da Índia. Uma quantidade surpreendentemente grande de açúcar pode ser necessária para extrair o sabor das especiarias; uma receita usa três colheres de sopa de açúcar para 3.5 xícaras de chai. Leite condensado também pode ser adicionado com o propósito duplo de adoçante e leite.

#### Leite
Usualmente, leite integral é utilizado. Geralmente faz-se masala chai misturando-se 1/4 a 1/2 partes de leite com água e esquentando o líquido até quase fervura ou mesmo até fervura. Como mencionado acima, algumas pessoas gostam de usar leite condensado em seu masala chai para que aja também como um adoçante.

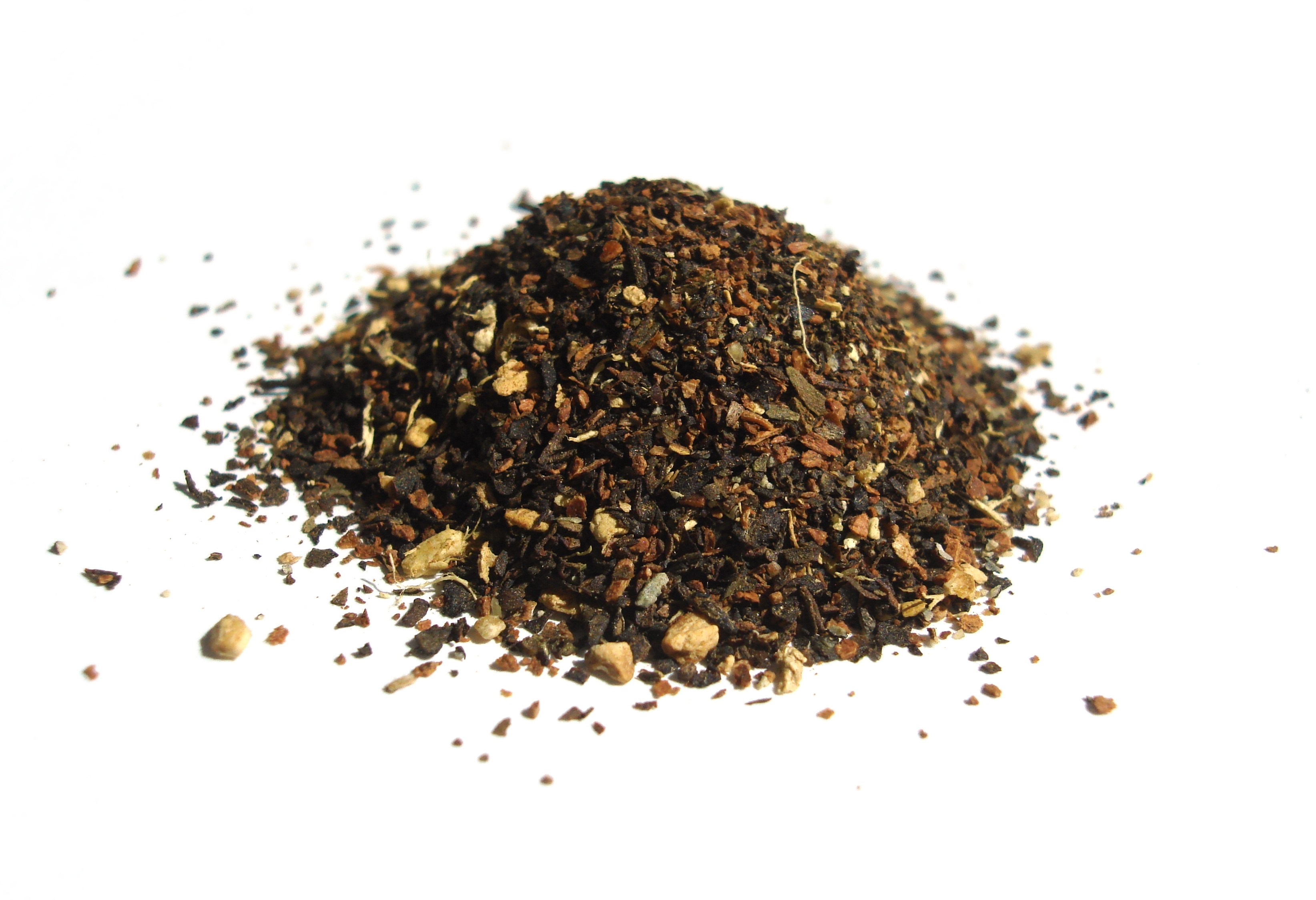
Especiarias e folhas de chá cortadas

#### Especiarias
O masala chai tradicional é uma bebida revigorante, com sabor forte de especiarias, preparada com as chamadas especiarias "quentes". A maioria dos masala chais incorpora um ou mais dos seguintes componentes: cardamomo, gengibre, anis, pimenta e cravo.
Tradicionalmente, cardamomo é a nota dominante. As misturas para masala e cozinha indiana também usam comumente outras especiarias como cravo, gengibre ou pimenta do reino; as últimas duas adicionam um sabor picante agradável. Na Índia costuma-se usar gengibre fresco.
Entretanto, na Índia Ocidental, folhas de menta são consideradas um ingrediente principal, ao passo que anis e pimenta são expressamente evitadas.[carece de fontes?] A versão caxemir do chai é feita com chá verde ao invés de chá preto e possui uma mistura mais sutil de sabores: amêndoas, cardamomo, cravo e algumas vezes açafrão.
Outros ingredientes possíveis são noz-moscada, sabor de rosa (pétalas de rosa são fervidas junto com o chá) ou raiz de licorice.